# Občina Loška dolina
Občina Loška dolina (slovinsky Občina Loška dolina, německy Gemeinde Laastal) je jednou z 212 občin ve Slovinsku. Nachází se v Přímořsko-vnitrokraňském regionu na území historického Kraňska. Občinu tvoří 21 sídel, její rozloha je 166,8 km² a k 1. lednu 2017 zde žilo 3 835 obyvatel. Správním střediskem občiny je Stari trg pri Ložu.

## Členění občiny
Občina se dělí na sídla:
- Babna Polica
- Babno Polje
- Dane
- Dolenje Poljane
- Iga vas
- Klance
- Knežja Njiva
- Kozarišče
- Lož
- Markovec
- Nadlesk
- Podcerkev
- Podgora pri Ložu
- Podlož
- Pudob
- Stari trg pri Ložu
- Sveta Ana pri Ložu
- Šmarata
- Viševek
- Vrh
- Vrhnika pri Ložu